# Brava (race bovine)
Pour les articles homonymes, voir Brava.
 (novembre 2022).
Si vous disposez d'ouvrages ou d'articles de référence ou si vous connaissez des sites web de qualité traitant du thème abordé ici, merci de compléter l'article en donnant les références utiles à sa vérifiabilité et en les liant à la section « Notes et références ».
La Brava est une race française issue de la race espagnole toro de lidia d'Andalousie.

## Origine
L'élevage taurin camarguais produit une race de combat utilisée dans les courses de vachette, la camargue, mais sa puissance est un peu juste pour la véritable corrida. Au cours du XIXe siècle, un manadier français importe des individus de pure race espagnole toro de lidia. D'autres lui emboitent le pas, pour constituer une population de 6 000 têtes environ. Au début, des croisements ont été effectués avec la race bovine camargaise, mais aujourd'hui les deux populations sont en élevages distincts.

## Caractéristiques
Elle porte une robe souvent sombre, parfois noire, mais des nuances grises et brunes existent. Elle est de taille moyenne, 125–130 cm pour 300–500 kg. C'est une race taillée pour la corrida. Elle est musclée, râblée, avec un cou puissant et des cornes longues en lyre tournées vers l'avant.

## Aptitudes
Elle est élevée en tout premier lieu pour ses qualités de combattante. C'est la race reine de la tauromachie en France. Les animaux qui ne sont pas jugés aptes à la course sont vendus pour la boucherie. Ils peuvent prétendre à l'AOC taureau de Camargue.
C'est une race très rustique qui s'élève seule en plein air. La vache vêle seule, élève bien son veau et le défend. Le rôle de l'éleveur, le manadier, se limite au marquage annuel, à un suivi sanitaire pour repérer les éventuelles maladies et au prélèvement des animaux pour la vente. Un gros travail de sélection sur le comportement est effectué par chaque éleveur.